# Harpastum
Harpastum, noto anche come harpustum (italianizzato in arpasto) era un tipo di gioco atletico sferistico praticato dagli antichi romani. Essi vi si riferivano anche con la locuzione "gioco della palletta", in quanto la palla impiegata era di piccole dimensioni, non grande quanto un follis, una paganica o un moderno pallone da calcio, ma probabilmente più simile a quella utilizzata nella pallamano.

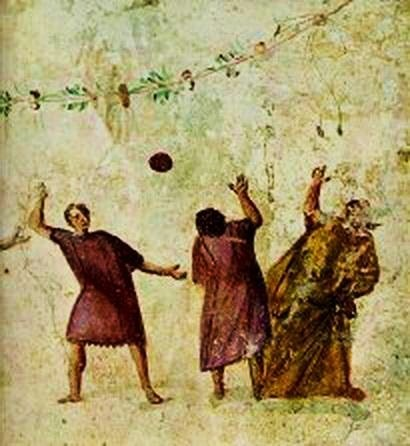
L'arpasto in un affresco romano

La parola harpastum è la latinizzazione del termine greco ἁρπαστόν (harpastón), neutro di ἁρπαστός (harpastós) «strappato, portato via», dal verbo ἁρπάζω (harpázō) «strappare, acchiappare, portar via con la forza».

## Storia
I romani conobbero questo gioco, chiamato (h)arpastòn, nell'antica Grecia durante le campagne di conquista del II secolo a.C. Tale gioco presso gli antichi greci era chiamato Episkuros (in greco antico: ἐπίσκυρος anche chiamato ἐπίκοινος epikoinos).
I romani lo modificarono lievemente diffondendolo poi nel vasto territorio dell'impero romano. Esso era parte integrante dell'allenamento dei gladiatori ed era giocato soprattutto dalle legioni a presidio dei confini. Erano infatti frequenti varie partite fra i romani e le popolazioni autoctone, la più famosa fu giocata contro i britanni nel 276 d.C. e vide proprio i nativi romanizzati prevalere col punteggio di 1-0.
Sono poche le fonti scritte riguardanti l'harpastum: nel primo libro del Deipnosophistai Ateneo di Naucrati asserisce che l'harpastum è il suo gioco preferito e lo descrive citando un frammento del commediografo greco Antifane, del IV secolo a.C. riguardante quindi l'(h)arpastòn (da ciò si può ipotizzare l'uguaglianza tra i due sport): … Prese la palla ridendo e la scagliò ad uno dei suoi compagni. Riuscì ad evitare uno dei suoi avversari e ne mandò a gambe all'aria un altro. Rialzò in piedi uno dei suoi amici, mentre da tutte le parti echeggiavano altissime grida “È fuori gioco!”, “È troppo lunga!”, “È troppo bassa!”, “È troppo alta!”, “ È troppo corta!” “Passala indietro nella mischia!.
Attualmente in alcune manifestazioni di rievocazione storica si disputano partite di harpastum con regole variabili a seconda del tipo di atleti.

## Regolamento

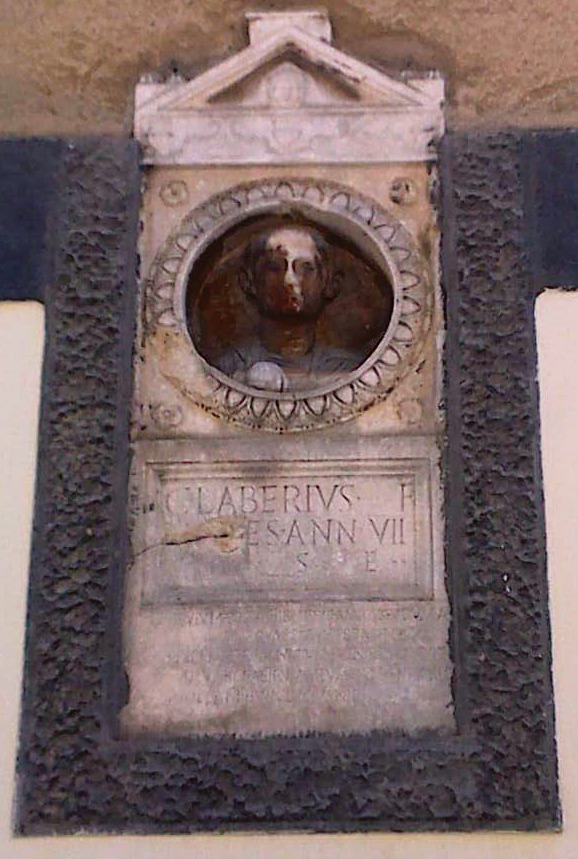
La palla di gioco rappresentata nella tomba di Gaius Laberius, ritrovata a Signo

Harpastum era anche il nome del tipo di palla sferica, piccola, dura e ripiena di lana o stoppa con la quale si praticava l'omonimo gioco che sembra fosse alquanto violento e del quale non è disponibile documentazione attendibile delle precise regole di gioco in quanto non esistevano regole comuni (infatti nel frammento di Antifane sono molte le grida in disaccordo sulla validità di una giocata o meno). Probabilmente durante le partite, negli scontri corpo a corpo, diversi atleti subivano gravi ferite. Il campo di gioco era costituito da spiazzi e piazzali con sabbia sul suolo; il numero dei giocatori era variabile: si poteva giocare in 9 atleti contro 9 o 30 contro 30 e questo dipendeva dall'ampiezza del campo; l'importante è che le due squadre fossero di ugual numero. Per segnare bisognava oltrepassare una linea con la palla.